# Prowincja Al-Aghwat
Prowincja Al-Aghwat (arab. ولاية الأغواط) – jedna z 48 prowincji Algierii.
Prowincja ma powierzchnię ponad 25 tysięcy km². W 2008 roku na jej terenach mieszkało niemal 456 tysięcy ludzi. W 1998 roku w prowincji mieszkało ponad 317 tysięcy ludzi, zaś w 1987 ponad 215 tysięcy osób.